# Ezequiel Bonifacio
Ezequiel Augusto Bonifacio (Mar del Plata, 9 maggio 1994) è un calciatore argentino, difensore o centrocampista dell'Independiente Rivadavia.

## Caratteristiche tecniche
È un terzino destro.